# The Final Chapter

The Final Chapter est le 5e album studio du groupe Hypocrisy et un de ses plus grands succès commerciaux et artistiques.
Le groupe a annoncé sa séparation à la suite de la parution de ce disque, mais s'est reformé au bout d'un an sous la pression des fans.

## Liste des titres
1. Inseminated Adoption (Tägtgren) - 4:32
2. A Coming Race (Tägtgren) - 5:09
3. Dominion (Tägtgren) - 3:34
4. Inquire Within (Tägtgren) - 5:47
5. Last Vanguard (Szöke) - 3:25
6. Request Denied (Tägtgren) - 4:53
7. Through The Window Of Time (Tägtgren) - 3:31
8. Shamateur (Szöke) - 5:18
9. Adjusting The Sun (Hedlund) - 4:44
10. Lies (Tägtgren) - 4:38
11. Evil Invaders (Carlo-Campagnolo) - 3:50
12. The Final Chapter (Tägtgren - Hedlund - Szöke) - 5:22

## Musiciens
- Peter Tägtgren - chant, guitares et claviers
- Mikael Hedlund - basse
- Lars Szöke - percussions

## Diverses informations
- Année de parution : 1997
- Style : death-metal mélodique
- Label : Nuclear Blast
- Producteur : Peter Tägtgren
- Lieu d'enregistrement : Abyss Studio, Stockholm

## Textes
Conformément à l'habitude du groupe, les textes des morceaux ne figurent pas dans le livret du CD. Le principal thème abordé est la science-fiction.